# کانگ جی یونگ
کانگ جی یونگ (به انگلیسی: Kang Ji-young) (زاده ۱۸ ژانویه ۱۹۹۴) خواننده، بازیگر اهل کره جنوبی است.
او عضو گروه کارا بود.